# Joaquim Gomes
Joaquim Augusto Gomes Oliveira, conegut com a Joaquim Gomes, (Lisboa, 21 de novembre de 1965) va ser un ciclista portuguès, que fou professional entre 1986 i 2002.

## Palmarès
- 1987
  - 1r al Gran Premi Abimota i vencedor d'una etapa
  - Vencedor d'una etapa del Gran Premi Jornal de Notícias
- 1988
  - 1r a la Volta a l'Alentejo i vencedor d'una etapa
  - 1r a la Volta a l'Algarve
  - 1r al Gran Premi do Minho i vencedor d'una etapa
  - Vencedor d'una etapa del Gran Premi Jornal de Notícias
  - Vencedor d'una etapa del Trofeu Joaquim Agostinho
- 1989
  - 1r a la Volta a Portugal i vencedor de 3 etapes
- 1990
  - 1r al Trofeu Joaquim Agostinho
  - Vencedor de 2 etapes de la Volta a Portugal
- 1991
  - Vencedor d'una etapa del Trofeu Joaquim Agostinho
- 1992
  - 1r a la Volta a l'Algarve i vencedor d'una etapa
  - Vencedor d'una etapa del Tour de Valclusa
  - Vencedor d'una etapa del Trofeu Joaquim Agostinho
  - Vencedor d'una etapa de la Volta a Portugal
- 1993
  - 1r a la Volta a Portugal i vencedor de 2 etapes
  - Vencedor d'una etapa de la Volta a l'Uruguai
- 1994
  - 1r al Trofeu Joaquim Agostinho i vencedor d'una etapa
  - Vencedor de 2 etapes de la Volta a Portugal
- 1995
  - 1r al Gran Premi Jornal de Notícias i vencedor d'una etapa
  - 1r al Gran Premi do Minho i vencedor d'una etapa
  - Vencedor d'una etapa de la Volta a Portugal
- 1997
  -  Campió de Portugal en contrarellotge per equips
  - Vencedor d'una etapa del Gran Premi Abimota
  - Vencedor d'una etapa del Trofeu Joaquim Agostinho
- 1999
  -  Campió de Portugal en contrarellotge per equips